# Chueta

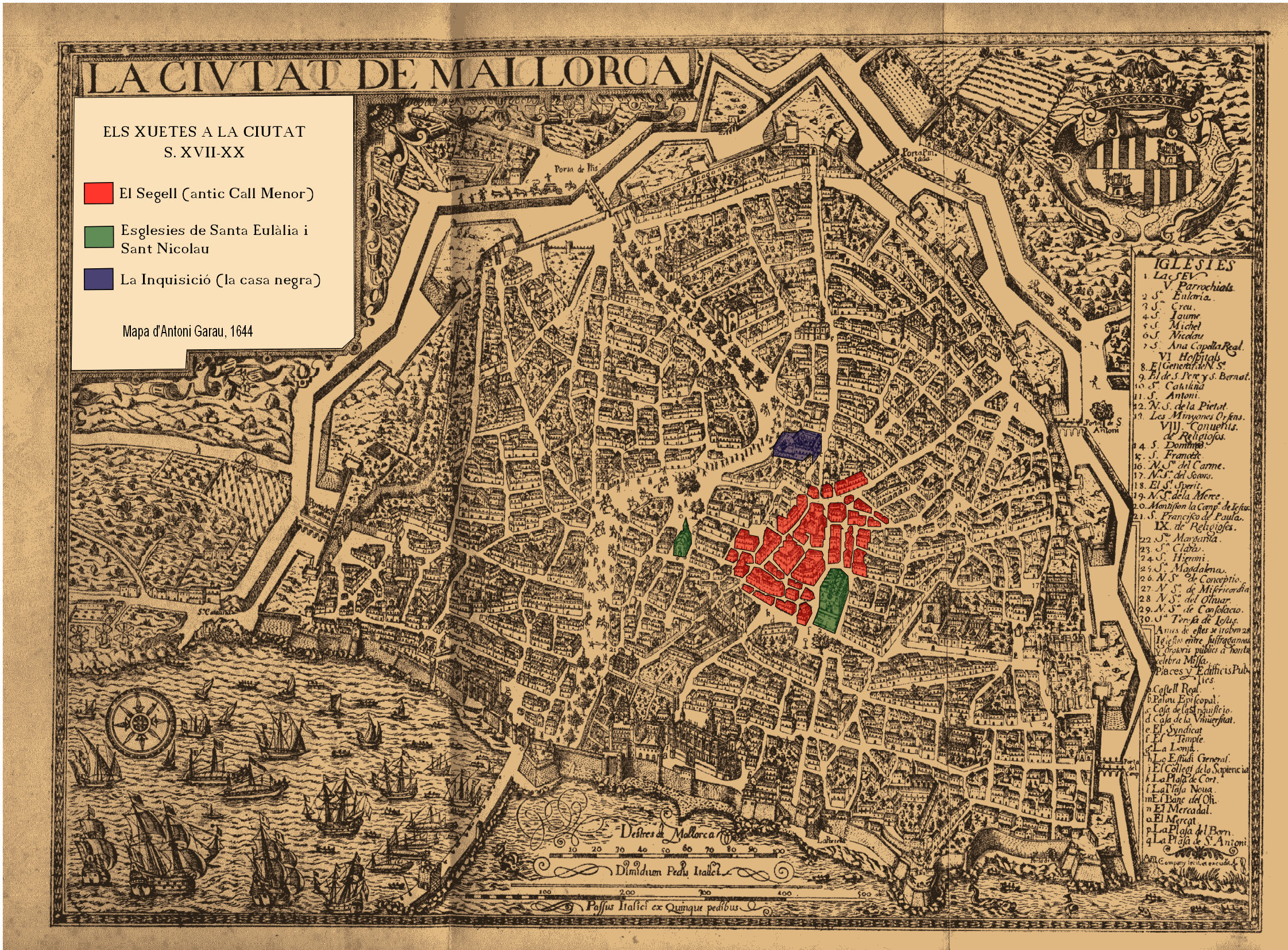
El Segell, antigo bairro chueta na cidade de Palma.

Os chuetas (em catalão: xueta/es; ʃwətəs) formam um grupo social na ilha espanhola de Maiorca. Eles são descendentes de judeus marroquinos convertidos forçadamente ao cristianismo, e que ao longo da história têm preservado a consciência de sua origem por serem portadores de alguns sobrenomes condenados pela Inquisição por criptojudaísmo, ou por estarem estritamente ligados com eles. Historicamente, eles têm sido estigmatizados e segregados em função disso e até a primeira metade do século XX, praticavam endogamia estrita. Estima-se que entre 18.000 e 20.000 pessoas na ilha carregam alguns sobrenomes chuetas.

## Leituras
- Autos de fe celebrats per la Inquisició de Mallorca en els darrers anys del segle XVII, OLIVER GASÀ, Bartomeu, ca. 1691.
- L'adeu del Jueu, PICÓ i CAMPAMAR, Ramon, 1867.
- La filla de l'argenter, PICÓ i CAMPAMAR, Ramon, 1872.
- A S. M. el Rey, TARONGÍ CORTÈS, Josep, 1877.
- Der Chueta, LEVIN, D., 1884
- Lo fogó dels juheus, PONS i GALLARZA, Josep Lluís, 1892.
- El xueta (canción), D'EFAK, Guillem, 196?.
- Càbales del Call (poemario), FIOL, Bartomeu, 2005.

## Novela e narrativas
- Jorge Aguiló o Misterios de Palma, INFANTE, Eduardo, 1866.
- Los muertos mandan, BLASCO IBÁÑEZ, Vicente, 1909.
- La mayorquine, GAUBERT, Ernest, 1914.
- Por el amor al dolor. Una chuetada, MONASTERIO, Antonia de, 1924.
- Mort de dama, VILLALONGA PONS, Llorenç, 1931.
- La custodia AGUILÓ AGUILÓ, Marià, 1956.
- Els emparedats, MOYÀ i GILABERT DE LA PORTELLA, Llorenç, 1958.
- Primera memoria, MATUTE, Ana Maria, 1960.
- El chueta, FERRA i MARTORELL, Miquel, 1984.
- Contes del Call, FERRA i MARTORELL, Miquel, 1984.
- Carrer de l'Argenteria, 36, SERRA i BAUÇA, Antoni, 1988.
- La por, ben AVRAHAM, Nissan, 1992.
- Dins el darrer blau, RIERA, Carme, 1994.
- La casa del pare, SEGURA AGUILÓ, Miquel, 1995.
- L’atlas furtiu, BOSCH, Alfred, 1998.
- Cap al cel obert, RIERA, Carmé, 2000.
- Josep J. Xueta, POMAR, Jaume, 2001.
- El darrer chueta de Mallorca, AGUILÓ, Tano, 2002.
- Le maître des boussoles, REY, Pascale, 2004.
- La aguja de luz, TURRENT, Isabel, 2006.
- Els crepuscles més pàl·lids, LÓPEZ CRESPÍ, Miquel, 2009.

## Teatro
- Entremès d'un fadrí gran pissaverde, anónimo, siglo XVIII
- La cua del chueta, UBACH i VINYETA, Francesc d'Assis, 1881.
- Dilluns de festa major, MAYOL MORAGUES, Martí, 1955.
- El fogó dels jueus, MOYÀ i GILABERT DE LA PORTELLA, Llorenç, 1962.
- Els comparses, CORTÈS CORTÈS, Gabriel, 1963.
- A l'ombra de la Seu, VILLALONGA PONS, Llorenç, 1966.

## Livros de viagens e memórias
- Voyage dans les lles Baleares et Pithiuses, GRASSET DE SAINT-SAEVEUR, André, 1800-05.
- Notas y observaciones hechas en mi viaje y permanencia en Mallorca, DE CABANYES Y BALLESTER, Jose Antonio, 1837.
- Un hiver a Majorque, SAND, George, 1839.
- Viaje a la isla de Mallorca en el estio de 1845, CORTADA, Juan, 1845.
- L'illa de la calma, RUSIÑOL, Santiago, 1919.
- Del meu temps, FORTEZA i PINYA, Miquel, 1926-1962.
- Babels i Babilònics, FUSTER i ORTELLS, Joan.
- Diari 1957-58, FUSTER i ORTELLS, Joan
- A dead branch on the tree of Israel, GRAVES, Robert, 1957.
- Memòria chueta, SEGURA AGUILÓ, Miquel. 1994.
- La nissaga d'un chueta, CORTÈS, Llorenç. 1995.
- Històries del Carrer, FORTEZA, Conxa. 2006.
- Raíces chuetas, alas judías. SEGURA AGUILÓ, Miquel. 2007.

## Bibliografía
- Anónimo (1946). La Inquisición de Mallorca. Reconciliados y Relajados, 1488-1691. Barcelona: Perdigó
- Anónimo;; Muntaner, Lleonard (introducción) (1993). Relación de los Sanbenitos: 1755. Palma (Mallorca): Miquel Font, editor. ISBN 978-84-7967-018-4
- Anónimo, & alt.; Pérez, Lorenzo (transcripción, introducción y notas) (1974). Anales judaicos de Mallorca. Palma (Mallorca): Luís Ripoll, editor. ISBN 84-400-7581-2
- ben-Avraham, Nissan (1992). Els anussim. El problema dels xuetons segons la legislació rabínica. Palma (Mallorca): Miquel Font, editor. ISBN 84-7967-009-6
- Bibiloni Amengual, Andreu (1995). El comerç exterior de Mallorca. Homes mercats i productes d'intercanvi (1650-1720). Palma (Mallorca): El Tall. ISBN 84-87685-49-8
- Braustein, Bàruc; Massot i Muntaner, Josep (prólogo)= (1976). Els xuetes de Mallorca. Barcelona: Curial. ISBN 84-7256-078-3
- Colom Palmer, Mateu (1992). La Inquisició a Mallorca (1488-1578). Barcelona: Curial. ISBN 84-7256-993-4
- Cortès Cortès, Gabriel; Serra, Antoni (estudio preliminar) (1985). Historia de los judios mallorquines y de sus descendientes cristianos. Palma (Mallorca): Miquel Font, editor. ISBN 84-86366-05-4
- Cortès Cortès, Gabriel & alt.; Piña Homs, Roman (2000). Les cartes romanes de Mossen Pinya. Palma (Mallorca): UIB. ISBN 84-7632-588-6
- Cortès, Llorenç (1995). La nissaga d'un xueta. Palma (Mallorca): Lleonard Muntaner, editor. ISBN 84-88946-14-7
- Font Poquet, Miquel S. (2007). La fe vençuda. Jueus, conversos i xuetes a Mallorca. Palma (Mallorca): Miquel Font, editor. ISBN 978-84-7967-119-8
- Forteza Pinya, Miquel. Els descendents dels jueus conversos de Mallorca. Quatre mots de la veritat. 1972, Lu. PM. 742-1972. Palma (Mallorca): Editorial Moll
- Garau, Francisco & alt.; Muntaner, Lleonard (versión y estudio preliminar); Pérez, Llorenç (prólogo) (1984). La fe triunfante. Palma (Mallorca): Imagen/70. ISBN 84-86366-00-3
- Laub, Juan y Eva; Lisón Tolosana, Carmelo (prólogo) (1987). El mito triunfante: estudio antropológico-social de los chuetas mallorquines. Palma (Mallorca): Miquel Font, editor. ISBN 84-86366-28-3
- Moore, Kenneth (1987). Los de la calle. Un estudio sobre los chuetas. Madrid: Siglo XXI de España editores, S.A. ISBN 84-323-0602-9
- Pérez Martínez, Lorenzo (edición); Riera i Monserrat, Francesc (Introducción) (1983). Reivindicación de los judíos Mallorquines. Palma (Mallorca): Fontes Rerum Balearium. ISBN 84-398-0247-1
- Picazo Muntaner, Antoni (2006). Els xuetes de Mallorca: grups de poder i critojudaisme al segle XVII. Sobre jueus i conversos de les Balears. Palma (Mallorca): El Tall. ISBN 84-96019-34-9
- Piña Homs, Roman (2006). El plet de Cartagena (1850-1855): Discriminacions de sang i dues burgesies en lluita a la Mallorca del XIX. Palma (Mallorca): Miquel Font, editor. ISBN 84-7967-113-0
- Planas Ferrer, Rosa; Pons, Damià (pròleg) (2003). Els malnoms dels xuetes de Mallorca. Palma (Mallorca): Lleonard Muntaner, editor. ISBN 84-95360-83-7
- Pons Pons, Jerònia (1996). Companyies i mercat assegurador a Mallorca (1650-1715). Palma (Mallorca): El Tall. ISBN 84-87685-51-X
- Porcel, Baltasar (2002). Los chuetas mallorquines. Quince siglos de racismo. Barcelona: Península. ISBN 978-84-297-5059-1
- Porqueres i Gené, Enric; Riera i Montserrat, Francesc (traducción) (2001). L'endogàmia dels xuetes de Mallorca. Identitat i matrimoni en una comunitat de conversos (1435-1750). Palma (Mallorca): Lleonard Muntaner, editor. ISBN 84-95360-18-7
- Porqueres i Gené, Enric & alt.; Riera i Montserrat, Francesc (2004). Xuetes, nobles i capellans (segles XVII-XVIII). Palma (Mallorca): Lleonard Muntaner, editor. ISBN 84-96242-12-9
- Quadrado, José Maria (2008). LLa judería en Mallorca en 1391. Palma (Mallorca): Lleonard Muntaner, editor. ISBN 978-84-92562-08-4
- Riera i Montserrat, Francesc; Melià i Pericàs, Josep (introducción) (1973). Les lluites antixuetes del segle XVIII. Palma (Mallorca): Edicitorial Moll. ISBN 84-273-0341-6
- Riera i Montserrat, Francesc (1993). Xuetes i antixuetes. Quatre històries desedificants. Palma (Mallorca): El Tall. ISBN 84-87685-32-3
- Riera i Montserrat, Francesc; Porqueres i Gené, Enric (prólogo) (1996). La causa xueta a la cort de Carles III. Palma (Mallorca): Lleonard Muntaner, editor. ISBN 84-88946-24-4
- Riera i Montserrat, Francesc (2003). Els xuetes des de la intolerancia a la llibertat. Palma (Mallorca): Lleonard Muntaner, editor. ISBN 84-95360-93-4
- Sand, George (2004). Un invierno en Mallorca. Palma (Mallorca): Edicions Cort. ISBN 978-84-7535-417-0
- Selke, Angela. Los chuetas y la Inquisición. Vida y muerte en el ghetto de Mallorca. 1972, D.L. M. 240-1972. Madrid: Taurus ediciones S.A.
- Tarongí Cortès, José (1984). Algo sobre el estado religioso y social de la isla de Mallorca. Palma (Mallorca): Miquel Font, editor. ISBN 84-86366-04-6
- Segell. Revista de Historia y cultura judía. Palma (Mallorca): Lleonard Muntaner, editor. 2005–2006. ISSN 1696-6503